# Ring King
Ring King (ook wel King Of Boxer of Family Boxing) is een computerspel dat werd ontwikkeld door Wood Place en uitgegeven door Data East USA. Het boksspel kwam in 1985 uit als arcadespel. In september 1987 kwam het computerspel uit voor het platform Nintendo Entertainment System en een jaar later voor de MSX. De speler begint het spel met een lage ranking en kan zichzelf omhoog boksen tot wereldkampioen. Het spel kan met twee spelers tegen elkaar gespeeld worden. met een serie juist geplaatste stoten is de tegenstander knockout te slaan. Van een stoot kan een speler iets herstellen tijdens een ronde.

## Platforms
| Jaar | Platform |
| ---- | -------- |
| 1985 | Arcade   |
| 1987 | NES      |
| 1988 | MSX      |